# Aang
Aang  és el protagonista de la sèrie animada Avatar: L'últim mestre de l'aire. Ell és protagonista en tots els episodis menys en "Zuko Solitari".

## Aspecte
És prim i té l'estatura d'un nen de 12 anys, d'ulls marrons, porta el cap rapat i té fletxes blaves pel seu cos des del cap fins als peus i també als braços. Porta la roba típica dels nòmades de l'aire, una samarreta de coll alt i uns pantalons grocs, un cinturó taronja que li agafa la samarreta i els pantalons, també porta unes botes ajustades fins al genoll de color marró. Durant la seva estada a la nació del foc portava un uniforme escolar format per una samarreta grisa, una armilla negra, uns pantalons grisos i unes botes fins als genolls també grises a part d'una cinta vermella al cap per tapar la fletxa. Aleshores tenia els cabells curts i negres.

## Personalitat
Té la personalitat d'un nen, és a dir que li encanta jugar i fer bromes, tot i que ser l'avatar el preocupa, és bastant alegre i no dubta a ajudar a la gent que ho necessita i és capaç de sacrificar-se a si mateix perquè no facin mal als altres.
Moltes característiques de l'Aang, com el seu vegetarianisme, són budistes.

## Història[calcitació]

### Llibre 1 Aigua

#### La tribu de l'aigua del sud
Han passat 100 anys des de l'últim cometa Sozin, quan dos membres de la tribu de l'aigua del sud troben l'Aang dins d'un iceberg, els germans Katara, un mestre de l'aigua, i Sokka, un guerrer de la tribu. Just després l'Aang allibera un raig de llum que trenca l'iceberg i ell cau a terra on la katara el recull i el desperta, tot seguit s'espanta i va a darrere de l'iceberg i desperta a un bisó volador que es diu Appa i es tranquil·litza, després es presenten i esternuda i això el fa saltar més de tres metres amunt i els diu que ell és un mestre de l'aire i s'ofereix a portar-los al seu poblat.
Mentre viatgen es fa de nit i l'Aang somia el que li havia passat perquè es quedés a dins de l'iceberg.
Quan es desperta que ja han arribat al poblat de la tribu de l'aigua del sud. Allà la Katara presenta l'Aang a la seva tribu i ells desconfien de l'Aang en un primer moment i ell no sap el perquè i pregunta a la Katara si li han quedat mocs de l'Appa enganxats, després la cap de la tribu la Kanna, o Gran-Gran, que també és l'àvia de la Katara li dona la benvinguda i li diu que no havia vist en molt de temps un mestre de l'aire i que creia que s'havien extingit, ell s'estranya, però després diu que no pot ser. Més tard està jugant amb uns nens quan el Sokka li diu si sap alguna cosa sobre la guerra i ell sense contestar veu un pingüí i el persegueix. Allà intenta atrapar un pingüí però no pot i la Katara li diu que li ensenya si ell li ensenya a dominar l'aigua, ell accepta però com que no és un mestre de l'aigua diu que la portarà al pol nord on sí que n'hi ha, tot seguit agafen un parell de pingüins i van lliscant pel gel fins que arriben a un vaixell de l'armada de la nació del foc, ell i la Katara i entren i allà la Katara li diu que ell havia estat a l'iceberg durant 100 anys, ell se sorprèn, però després segueixen caminant fins que activen una trampa i surten d'allà.
Quan tornen al poblat la Gran-Gran i el Sokka li diuen que no pot tornar al poble i ell marxa. Mentre està en un iceberg esperant sense fer res veu un vaixell de la nació del foc que s'acosta a la tribu i va a ajudar. Un cop és allà veu que en Zuko està llançant flamarades a les persones del poblat i ell n'atura una i ell li pregunta que si és l'avatar i ell li respon que si i l'Aang comença a lluitar contra els soldats i en Zukko, però al final els diu que s'entrega si deixen el poblat en pau i marxa amb ells.
Al vaixell mentre dos soldats el porten a una sala per tancar-lo a una cel·la li prenen el bastó i quan estan a punt de tancar-lo fa servir el domini de l'aire per escapar i comença a buscar el seu planador que li havien robat, arriba a l'habitació on era, però en Zuko l'estava esperant i comencen a lluitar, però l'Aang s'escapa i arriba a la coberta quan arriba l'Appa i l'Aang es distreu i cau a l'aigua a causa d'un atac d'en Zuko, ell entra a l'estat d'avatar i surt de l'aigua amb el domini de l'aigua i amb aquest tomba tots els soldats just després es desmaia i surt de l'estat d'avatar la Katara i en Sokka el van a ajudar i li demana a en Sokka que li porti el bastó mentre la Katara el puja a l'Appa, després s'enlairen però l'Iroh i en Zuko els envien una flamarada que l'Aang desvia amb l'ajuda del bastó. Al cap d'una estona mentre volen amb l'Appa la Katara li pregunta com ha fet allò amb el domini de l'aigua i l'Aang li respon que no ho sap, que ho ha fet i punt, també li pregunta que perquè no li havia dit que era l'avatar i ell respon que mai ho ha volgut ser, la Katara li diu que el món sencer el necessita i que necessita aprendre el domini dels quatre elements si vol ajudar a la gent i que si van al pol nord, podrà aprendre a dominar l'aigua, ella també i en Sokka podrà derrotar uns quants mestres del foc, l'Aang accepta i comencen el viatge.

#### El temple de l'aire del sud
L'Aang està preparant l'equipatge per marxar després d'acampar juntament amb la Katara i li diu que aniran al Temple de l'aire del sud i va a despertar en Sokka que encara dormia i com que no pot fa veure que en Sokka té una serp al sac de dormir i es lleva de cop i marxen. Quan estan a punt d'arribar la Katara li diu a l'Aang que si està preparat per al que pot veure i l'Aang li diu que no passa res. Quan arriben l'Aang els porta al lloc on jugaven a airebol i a on dormien els bisons-voladors,
després s'adona que no hi ha ningú i es posa trist i en Sokka per animar-lo li pregunta com es juga a airebol i juguen un partit, l'Aang guanya i es dirigeixen a ena petita plaça on hi ha una estàtua del monjo Gyatso i recorda un dia que feia pastissos amb ell i que el molestava tenir preguntes sobre ser l'avatar i tot seguit l'Aang, en Sokka i la Katara es dirigeixen a la porta del santuari del temple que s'obra amb el domini de l'aire, l'Aang l'obre i entren, allà hi ha moltes estàtues i la Katara s'adona que són els avatars i l'Aang es queda mirant l'última estàtua i diu que l'avatar que el precedia es deia Roku i tot seguit senten un soroll, s'amaguen i es pensen que és un soldat de la nació del foc i el Sokka es prepara per atacar-lo però s'adonen que és un lemur volador i en Sokka el comença a perseguir perquè el vol de sopar i l'Aang també però perquè el vol de mascota, el persegueix i arriba a una casa on es troba amb el cadàver del monjo Gyatso, s'enfada i entra en l'estat d'avatar, destrueix la casa i envia el Sokka una mica lluny, just aleshores arriba la Katara i el calma dient-li que no ho ha perdut tot, que els té a ella i en Sokka, l'Aang es calma i es perdona, tornen al santuari i arriba el lèmur volador i li dona menjar a en Sokka i se'n va amb l'Aang, al cap d'una estona estan preparats per a marxar i l'Aang presenta el lèmur volador com un nou company i que es diu Momo.